# Humaid Ahmed
Humaid Ahmed (Arabic:حميد أحمد) (sinh ngày 7 tháng 2 năm 1988) là một cầu thủ bóng đá người Các Tiểu vương quốc Ả Rập Thống nhất. Hiện tại anh thi đấu cho Al-Fujairah.